# Вальяно, Григорий Ставрович
Григорий Ставрович Вальяно (1823—1888) — русский актер и театральный антрепренёр.

## Биография
Родился в 1823 году в Екатеринославе в семье греческого происхождения.
Окончил курс в Царскосельском лицее; затем служил некоторое время в уланах.
Взяв антрепризу ростовского (г. Ростов-на-Дону) театра, Вальяно продержал её в блестящем состоянии до 1875 года. Работал в театре купца Гайрабетова.
Пленившись в Париже Оффенбахом, закупил его партитуры и либретто, перевел их на русский и поставил в Ростове за один сезон 35 оперетт.
Затем он был актером на частных сценах и режиссёром у М. В. Лентовского.
Перевел и приспособил для сцены комические оперы и оперетки: «Принцесса Требизондская», «Остров Тюлипатан», «Дочь рынка», «Утка о 3-х ногах» и другие.
Умер 21 марта 1888 года в «Гранд-отеле» Ростова-на-Дону.
В «Театральных воспоминаниях «Из ростовской старины» 1895 года отмечено:

Нужно отдать должное Вальяно: явившись распространителем оперетки, он не забывал и драму. Ростов благодаря ему видел в драме лучших артистов… Много даровитых артистов обязаны своей карьерой Ростову вообще, а ему, Вальяно, в частности…